# Rufinus von Aquileia

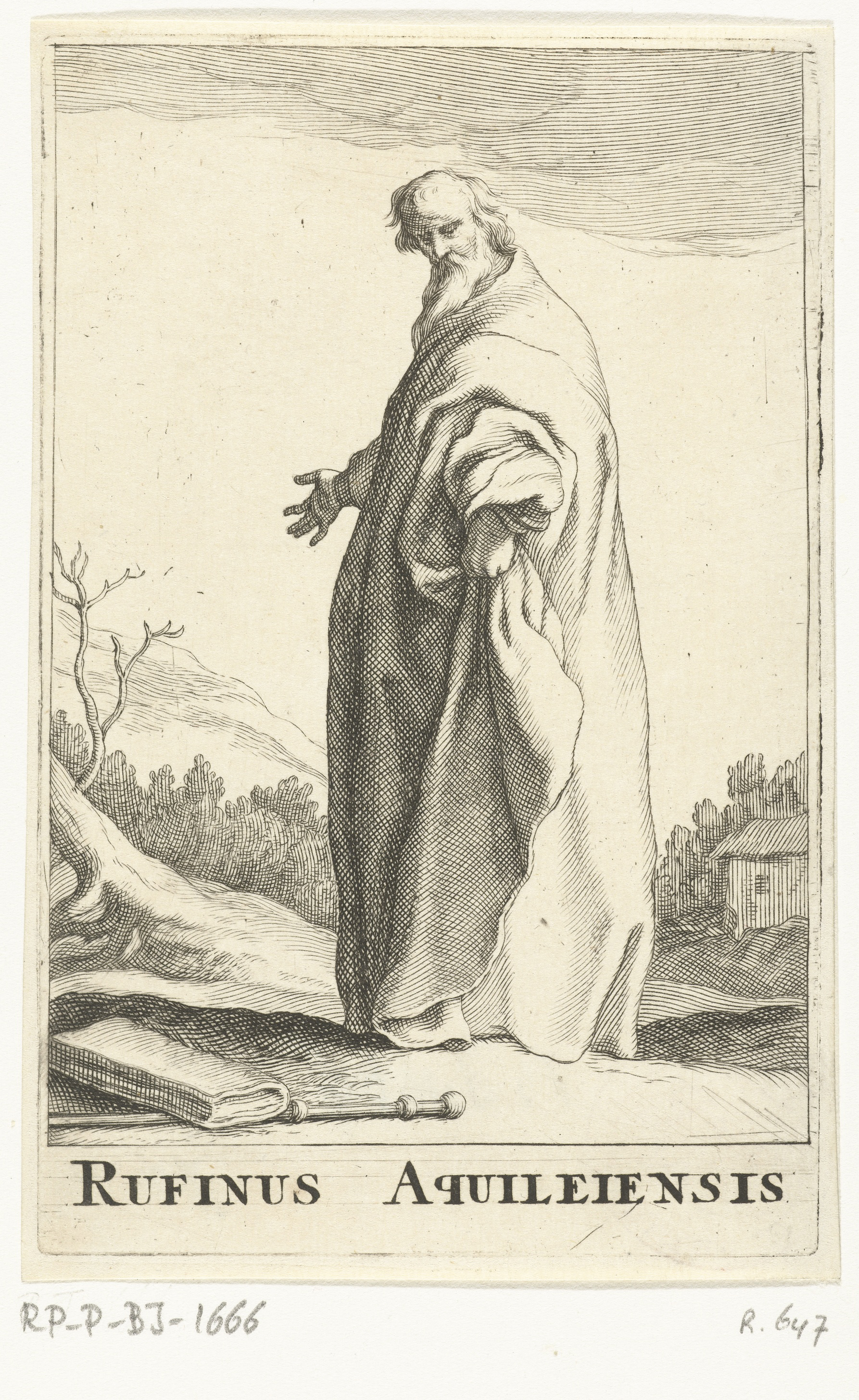
Rufinus von Aquileia (Darstellung von Frederick Bloemaert, 17. Jh.)

Tyrannius Rufinus oder Rufinus (Tyrannius) von Aquileia (* ca. 345 in Concordia bei Aquileia; † 411/412 in Messina auf Sizilien) war ein spätantiker Mönch, Historiker und Theologe. Bekannt wurde er durch seine lateinischen Übersetzungen von christlichen Schriften aus dem Griechischen, vor allem der Werke von Origenes.

## Leben
Rufinus wurde 344 oder 345 n. Chr. in Concordia bei Aquileia geboren. Nach einem Studium in Rom, wo er Hieronymus begegnete, kehrte er nach Aquileia zurück und trat in ein Kloster ein. Um 372 reiste er in den Nahen Osten, wo er einige Zeit bei Didymus dem Blinden in Alexandria studierte. Von dort zog er nach Jerusalem und gründete ein eigenes Kloster. Ab 397 lebte er wieder in Italien und starb schließlich Ende 411 oder Anfang 412 in Messina auf Sizilien.

## Werk

### Autor
Um 400 schrieb Rufinus einen Kommentar zum Apostolischen Glaubensbekenntnis (Commentarius in Symbolum apostolorum), der Gebrauch und Auslegung dieses Bekenntnisses im spätantiken Italien dokumentiert. Seine übrigen Werke sind größtenteils Verteidigungsschriften gegen Hieronymus.

### Übersetzer
Rufinus erste Übersetzung aus dem Griechischen war das „Kleine Asketikon“ des Basilus aus Caesarea in Kappadokien. Diese Mönchsregeln sind nur in Rufinus’ lateinischer Fassung erhalten und wurden als Regula Sancti Patris Nostri Basili, kurz Regula Basili, bekannt. Rufinus übersetzte die Kirchengeschichte des Eusebius von Caesarea und schrieb eine Fortsetzung des Geschichtswerkes für den Zeitraum von der Herrschaft Konstantins I. bis zum Tod von Theodosius I. (395), welche wiederum von den Griechen Sokrates Scholastikos und Sozomenos für ihre Fortsetzungen von Eusebius’ Werk verwertet wurde.
Der Römerbriefkommentarer von Origenes ist nur dank einer gekürzten Übersetzung von Rufinus erhalten geblieben, ebenso Origenes’ theologisches Hauptwerk De principiis. Nachdem sich die ehemaligen Freunde Rufinus und Hieronymus entzweit hatten, schrieb Hieronymus mindestens drei Werke gegen Rufinus, in denen er dessen Ansichten bekämpfte und die Qualität seiner Übersetzungen in Frage stellte. Dabei verfertigte er sogar eine eigene (inzwischen verschollene) Übersetzung von De principiis gegen diejenige von Rufinus, die er für allzu frei hielt.
Aus Rufinus’ Hand stammt ebenfalls die Übersetzung der pseudoclementinischen Recognitionen. 
Die Werke des Flavius Josephus wurden größtenteils ebenfalls von Rufinus ins Lateinische übersetzt.

## Schriften
- Tyrannius Rufinus: Historia Monachorum sive De Vita Sanctorum Patrum. (= Patristische Texte und Studien, Band 34) Herausgegeben von Eva Schulz-Flügel, Kurt Aland, Ekkehard Mühlenberg. De Gruyter, Berlin 1990.
- Tyrannius Rufinus: Historia Monachorum (= Weisungen der Väter, Band 19). Übersetzt und eingeleitet von Eva Schulz-Flügel. Beuroner Kunstverlag, Beuron 2014, ISBN 978-3-87071-309-6.